# Laos en los Juegos Olímpicos de Moscú 1980
Laos estuvo representado en los Juegos Olímpicos de Moscú 1980 por un total de 19 deportistas, 17 hombres y 2 mujeres, que compitieron en 3 deportes.
El portador de la bandera en la ceremonia de apertura fue el atleta Panh Khemanith. El equipo olímpico laosiano no obtuvo ninguna medalla en estos Juegos.